# Anthony-sziget (Brit Columbia)
Az Anthony-sziget (angolul Anthony Island, haida nyelven SG̱ang Gwaay) egy a Sarolta királyné-szigetek déli részén található sziget Kanadában, Brit Columbia tartományban.  A szigeten található a világörökség részét képező SkungWai vagy  más néven a SGang Gwaay Llnaagay. A sziget részét képezi a Gwaii Haanas Nemzeti Parknak.

## Fordítás
- Ez a szócikk részben vagy egészben az  Anthony Island (British Columbia) című angol Wikipédia-szócikk ezen változatának fordításán alapul.  Az eredeti cikk szerkesztőit annak laptörténete sorolja fel. Ez a jelzés csupán a megfogalmazás eredetét és a szerzői jogokat jelzi, nem szolgál a cikkben szereplő információk forrásmegjelöléseként.